# Акудибашево
Акудибашево (баш. Акудибаш) — село в Бирском районе Республики Башкортостан Российской Федерации. Входит в состав Кусекеевского сельсовета.

## География

### Географическое положение
Расстояние до:
- районного центра (Бирск): 18 км,
- центра сельсовета (Кусекеево): 10 км,
- ближайшей ж/д станции (Уфа): 119 км.

## Население
| 2002 | 2009 | 2010 |
| ---- | ---- | ---- |
| 289  | ↗309 | ↘270 |

Согласно переписи 2002 года, преобладающая национальность — марийцы (100 %).